# イェール・カレッジ
イェール・カレッジ（Yale College）は、イェール大学の学部教育を担当する教育機関。
イギリスのカレッジ制を模範としており、14の寄宿制カレッジ（レジデンシャル・カレッジ）を置く。

## 学位
- Bachelor of Arts（学芸学士）
- Bachelor of Science（理学士）